# Roger Sellers
Roger Sellers (* 18. Juli 1939 in Melbourne; † 14. Juli 2018 in Wellington) war ein australischer Jazz-Schlagzeuger. Er war Mitglied der Jazzrock-Band Nucleus in den 1970er-Jahren.
Sellers begann seine Karriere in Australien und Neuseeland und spielte 1959 mit Dave MacRae und Mike Nock. 1972 ging er anderthalb Jahre in die USA und zog dann nach England, wo er 1976 bis 1980 zu Nucleus gehörte. 1978 war er mehrere Wochen in Indien, wo er auf dem ersten Jazz Yatra in Bombay spielte. In England spielte er außerdem mit Ronnie Scott, Neil Ardley, Sonny Stitt, Art Farmer, Al Grey und Ernestine Anderson. 1981 zog er endgültig nach Neuseeland, wo er unter anderem an der New Zeland School of Music lehrt.
Er spielte auch mit Mark Murphy, Bruce Forman, Phil Broadhurst und Emily Remler.

## Lexikalischer Eintrag
- Ian Carr, Digby Fairweather, Brian Priestley: Rough Guide Jazz. Der ultimative Führer zur Jazzmusik. 1700 Künstler und Bands von den Anfängen bis heute. Metzler, Stuttgart/Weimar 1999, ISBN 3-476-01584-X.[2]